# Льюїс Ірвінг
Льюїс Ірвінг (10 листопада 1995 , Квебек ) — канадський фристайліст, фахівець із лижної акробатики, бронзовий призер Олімпійських ігор 2022 року.

## Спортивні результати

### Олімпійські ігри
| Рік  | Місто                     | Акробатика | Змішана команда |
| ---- | ------------------------- | ---------- | --------------- |
| 2018 | Пхьончхан, Південна Корея | 24         | Н/Д             |
| 2022 | Пекін, Китай              | —          | 3               |

### Чемпіонат світу
| Рік  | Місто             | Акробатика | Змішана команда |
| ---- | ----------------- | ---------- | --------------- |
| 2021 | Алмати, Казахстан | 14         | 6               |

### Кубок світу
| Сезон   | Дата            | Місце проведення           | Дисципліна | Місце |
| ------- | --------------- | -------------------------- | ---------- | ----- |
| 2017-18 | 16 грудня 2017  | Пекін/Секретний сад, Китай | акробатика | 3     |
| 2019-20 | 22 лютого 2020  | Раубичі, Білорусь          | акробатика | 2     |
| 2019-20 | 8 березня 2020  | Красноярськ, Росія         | акробатика | 3     |
| 2020-21 | 17 січня 2021   | Ярославль, Росія           | акробатика | 3     |
| 2020-21 | 30 січня 2021   | Раубичі, Білорусь          | акробатика | 3     |
| 2020-21 | 13 березня 2021 | Алмати, Казахстан          | акробатика | 3     |